# L'ombra cinese
L'ombra cinese (titolo originale francese L'Ombre chinoise, e uscito nella versione italiana anche col titolo Maigret e l'ombra cinese) è un romanzo poliziesco di Georges Simenon con protagonista il commissario Maigret, scritto nel dicembre 1931 presso la villa Les Roches Grises di Cap d'Antibes e pubblicato nel gennaio 1932 per l'editore Fayard. È il dodicesimo romanzo dedicato al celebre personaggio.
Si svolge a Parigi (Place des Vosges, rue Pigalle, rue Fontaine, rue Lepic, Boulevard Haussmann) e a Jeumont, fra il 30 novembre e il 4 dicembre del 1930.

## Trama

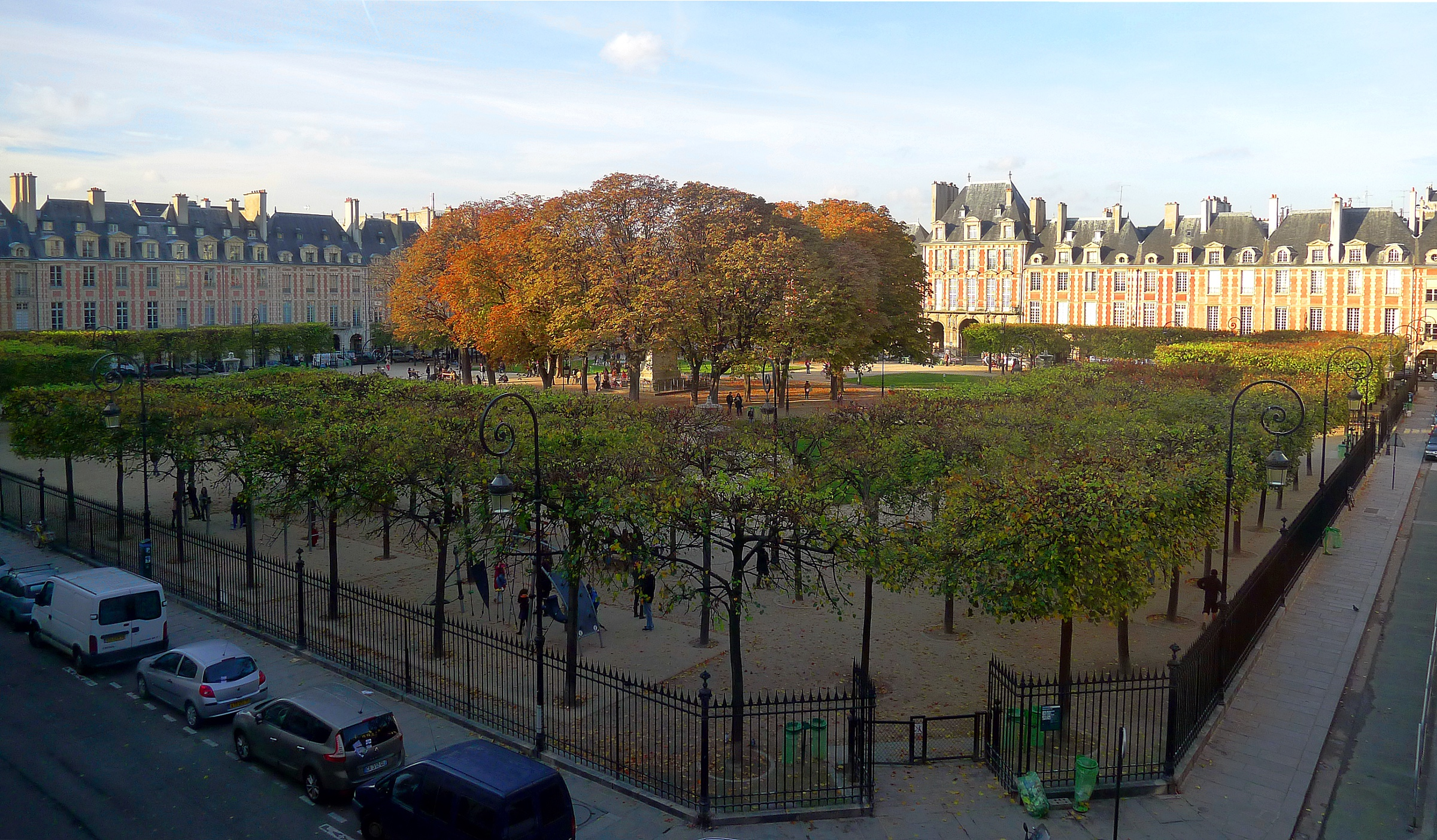
Place des Vosges

Raymond Couchet, direttore dei Sérums du Docteur Rivière, viene trovato assassinato negli uffici della sua ditta, situata in uno stabile della Place des Vosges di Parigi. Un'importante somma di denaro è sparita. Il commissario inizia l'indagine scoprendo man mano un uomo più dedito ai piaceri della vita che agli affari, ed incontra prima Nina Moinard, l'amante; poi Juliette Martin, la ex moglie, che vive con il secondo marito, Edgar Martin, nello stesso stabile; il figlio, Roger Couchet, un ragazzo dedito alle droghe che tira avanti grazie alle continue elemosine del padre. Infine, fa visita alla vedova, Germaine Couchet, la seconda moglie, nata di cognome Dormoy.
Maigret, poco a poco, comprenderà il movente, ma faticherà a trovare gli elementi di prova. Intanto a casa della moglie del defunto viene ritrovato uno strano testamento, che lascia il consistente patrimonio diviso fra tre donne, la prima moglie, la seconda e l'amante, escludendo il figlio dall'eredità. Quest'ultimo, poche ore dopo una infervorata discussione col commissario proprio sulla questione del patrimonio familiare, si toglie la vita gettandosi dalla finestra. Infine, Maigret riuscirà a identificare il colpevole nella prima moglie, che ha commesso il delitto dopo essere stata scoperta in un tentativo di furto con la complicità del consorte.

## Adattamenti

### Televisione
- Episodio dal titolo Shadow Play, facente parte della serie televisiva Maigret, diretto da John Harrison e trasmesso per la prima volta sulla BBC il 23 ottobre 1961, con Rupert Davies nel ruolo del commissario Maigret.
- Episodio dal titolo L'ombra cinese, facente parte della serie televisiva Le inchieste del commissario Maigret, diretto da Mario Landi e trasmesso, durante la seconda stagione della serie, in quattro puntate per la prima volta sulla RAI nel marzo del 1966, con Gino Cervi nel ruolo del commissario Maigret e la partecipazione di Anna Miserocchi, Marina Malfatti, Antonio Battistella.
- Episodio dal titolo L'ombre chinoise, facente parte della serie televisiva Les enquêtes du commissaire Maigret per la regia di René Lucot, trasmesso per la prima volta su Antenne 2 il 24 maggio 1969, con Jean Richard nel ruolo del commissario Maigret.
- Episodio dal titolo L'ombre chinoise, facente parte della serie televisiva Il commissario Maigret, trasmesso per la prima volta nel febbraio 2004 con Bruno Cremer nel ruolo del commissario Maigret.
- Episodio dal titolo L'ombra cinese, facente parte della mini serie televisiva Maigret, diretto da Renato De Maria e trasmesso per la prima volta su Canale 5 il 16 novembre 2004, con Sergio Castellitto nel ruolo del commissario Maigret.

## Edizioni italiane
- L'ombra cinese, traduzione di Guido Cantini, Collana I libri neri. I romanzi polizieschi di G. Simenon n.1, Milano, Mondadori, 1932,  p. 200.[1]
- Maigret e l'ombra cinese, traduzione di Elena Cantini, Collana Le inchieste del commissario Maigret n.9, Milano, Mondadori, 1966,  p. 192. - Collana Oscar n.533, Mondadori, 1974.
- Maigret e l'ombra cinese, traduzione di Lea Grevi, Collana Oscar n.2110, Milano, Mondadori, 1989,  p. 155.[2]
- L'ombra cinese, traduzione di Rita de Letteriis, Collana gli Adelphi. Le inchieste di Maigret n.114, Milano, Adelphi, 1997,  p. 143, ISBN 978-88-459-1310-5.
- in  I Maigret 3, Collana I Maigret, Milano, Adelphi, 2014, ISBN 978-88-459-2863-5. - nuova ed., Adelphi, 2019, ISBN 978-88-459-3375-2.